# روبرت هودجز
روبورت هودجز هو أستاذ فخري للغة الإنجليزية والادب المقارن في جامعة ولاية كالفورنيا، فولترن.
حصل هودجز على درجة الماجستير من جامعة ميسوري عام 1954، مع اطروحة حول تقنية السرد في روايات ويلا كاثر. أصبح هودجز مرجعا في حياة واعمال جوزيف كونراد، موضوع اطروحة الدكتوراة لعام 1960 في جامعة ستانفورد. والتي نشرها لاحقا في شكل كتاب.شارك على سبيل المثال في «الزمالة العميقة» (مجلة المثلية الجنسية، 1979) للعناصر المتنوعة للمثلية الجنسية في عمل كونراد، وسعياً بذلك إلى تحدي وجهة النظر الراسخة والمطبيقية لكونراد باعتباره «كاتباً لرجل من جنسين مختلفين»، و «الرجل المؤسس للأدب»، و«نموذج أدبي مغاير للجنس» و «وصي سحر المجتمع الذكوري».
هودجز كان ناشطا في حركة حقوق المثلين في السبعينيات والثمانينات. وكان رئيس تحرير النشرة الاخبارية للاتحاد الاكاديمي الغربي للمثليين.